# لونجمان
هي شركة نشر تأسست في لندن بالمملكة المتحدة عام 1724؛ تملكها شركة بيرسون –شركة بريطانية متعددة الجنسيات وهي أكبر ناشر للكتب المدرسية في العالم. يُستخدم شعار لونجمان في المقام الأول كدمغة على الكتب التي تنشرها شركة بيرسون لكليات إدارة الأعمال، وتُستخدم العلامة التجارية (لونجمان) على الكتب الخاصة بمدارس لونجمان بالصين، بالإضافة إلى قاموس لونجمان.

## تاريخ الشركة

### البدايات
أسس توماس لونجمان (1699- 18 يونيو 1755)، شركة لونجمان؛ وتوماس هو ابن السيد حزقيال لونجمان (توفي 1708) من برستول –مقاطعة إنجليزية. كان توماس يتدرب عام 1716 على يد جون أوسبورن، بائع كتب بريطاني، وفور تمرسه للمهنة، تزوج توماس من ابنة جون. وفي أغسطس 1724، اشترى توماس من وليام تايلور –أول من نشر رواية روبنسون كروزو، جميع البضائع والموجُودات، بالإضافة إلى السلع المنزلية مقابل 2282 يورو. كان لتايلور مخزنين ذائعي الصيت بشارع باترنوسترو في لندن؛ يُعرفان على التتابع باسم «البجعة السوداء» و «السفينة»؛ الذين أصبحوا مقرًا لدار النشر فيما بعد.
وفي عام 1728، أصبح لونجمان شريكًا مع حماه أوزبورن، الذي كان يمتلك سدس الأسهم في الموسوعة التي أنشأها الكاتب الإنجليزي «إفرايم شامبرز». والجدير بالذكر أن لونجمان نفسه كان واحدًا من ست بائعي كتب تضطلعوا بمهمة نشر قاموس الكاتب الإنجليزي صمويل جونسون (1746-1755).

### الجيل الثاني والجيل الثالث

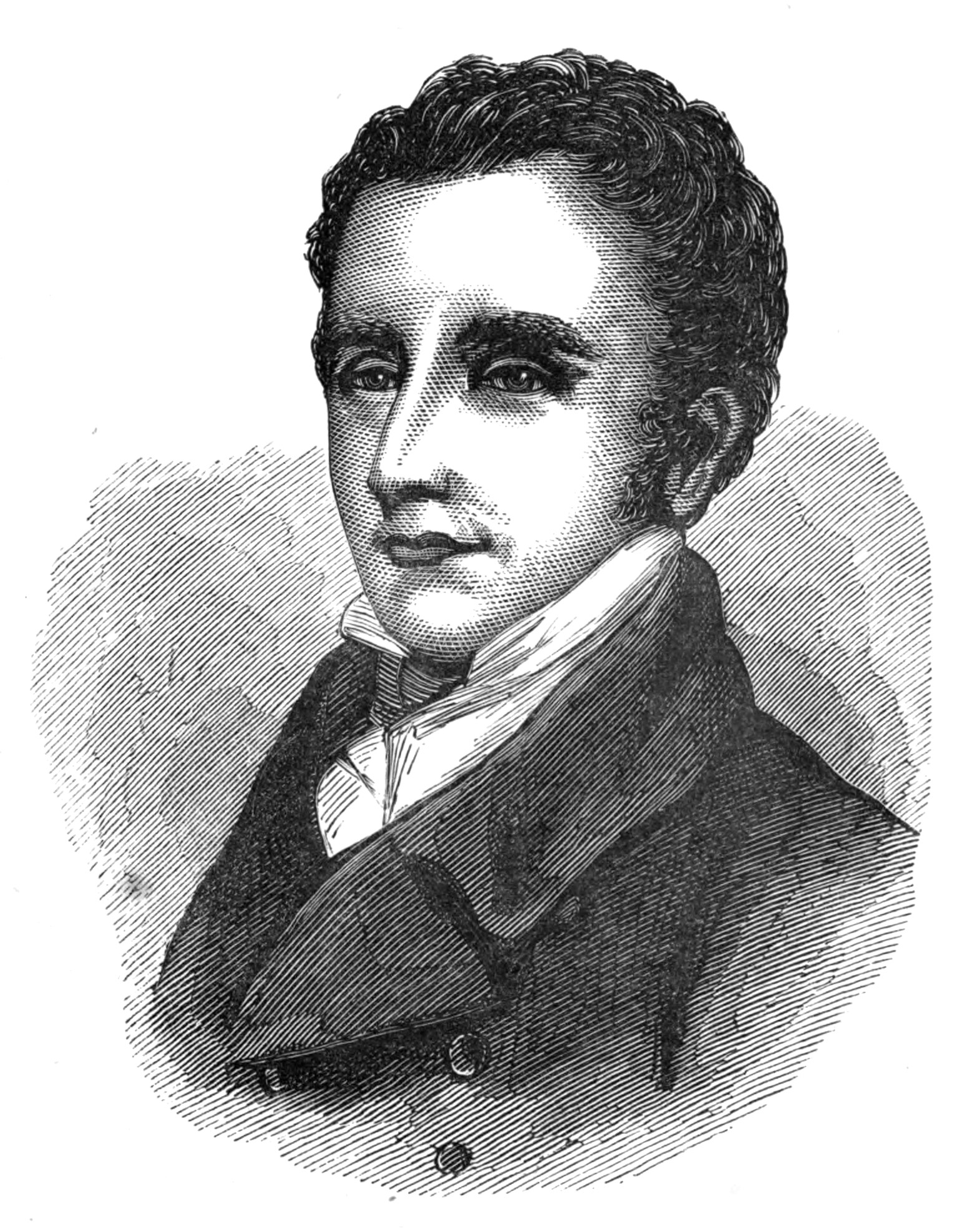
توماس لونجمان

في عام 1754، دخل لونجمان في شراكة مع ابن أخيه –توماس لونجمان، ليصبح اسم الشركة (T. and T. Longman). وفي عام 1755، أصبح توماس لونجمان المالك الوحيد للشركة إثر موت عمه. نجح توماس في بسط هيمنة الشركة بدرجة جد كبيرة في مجال الأعمال التجارية. وفي العام نفسه الذي كان فيه توماس براون (1777-1869) يتدرب في بيت النشر عام 1794، أصبح أوين ريز شريكًا بشركة لونجمان.
كان لتوماس لونجمان ثلاثة أبناء، منهم توماس نورتون لونجمان (1771-1842)، الذي حقق نجاحًا باهرًا في الأعمال التجارية. وفي العام 1804، أصبح القائمون على شركة لونجمان أربعة أفراد، إذ تم قبول شريكين آخرين. وفي عام 1811 انضم المتدرب السابق توماس للشراكة. وعام 1924، تغير اسم الشركة ليصبح «لونجمان، هيرست، رييز، أورم، براون، جريين».
وفي 1799، اشترت لونجمان حقوق النشر والتأليف لكتاب «قواعد الإنجليزية» لعالِم الصرْف ليندلي موراي، ولاقى هذا الكتاب نسبة مبيعات قُدرت بحوالي 50 ألف نسخة سنوية. وفي العام التالي، اشترت شركة لونجمان كتاب «الأسئلة التاريخية والمتنوعة لاستخدام الشباب» للكاتبة ريتشمال مانجنال، وبحلول عام 1857 كان قد تم نشر حوالي 84 طبعة من هذا الكتاب.
وفي عام 1800 تقريبًا، اشترت شركة لونجمان أيضًا حقوق النشر لقصيدة روبرت سازي الملحمية "Joan of Arc"، وكذلك «القصائد الغنائية» للشاعر ويليام ووردزوورث، وهو العمل الذي حوى جميع الأعمال الرومانسية له. والجدير بالذكر أن شراء هذين العمليين الشعريين كان من جوزيف كوتل من برستول، وقد نشر كوتل أعمال ووردزوورث، وصامويل تايلور كولريدج، وروبرت سازي، ووالتر سكوت؛ كما قام بدور عميل النشر البريطاني ل«أدنبرة ريفيو» أو "Edinburgh Review"، التي بدأ نشرها عام 1802.
وفي عام 1814، اتخذ توماس موورلتشر –شاعر أيرلندي، تدابير بالنسبة لنشر «ليلى رووخ» أوLaila" "Rookh، التي بِيعت حقوق نشرها ب 3000 يورو. وعندما فشل أركيبالد دايفيد كوستابل –ناشر اسكتلندي، في شراء حقوق النشر، أصبح القائمون على شركة لونجمان مُلاك «آيدنبرج ريفيو» أو "Edinburgh Review".

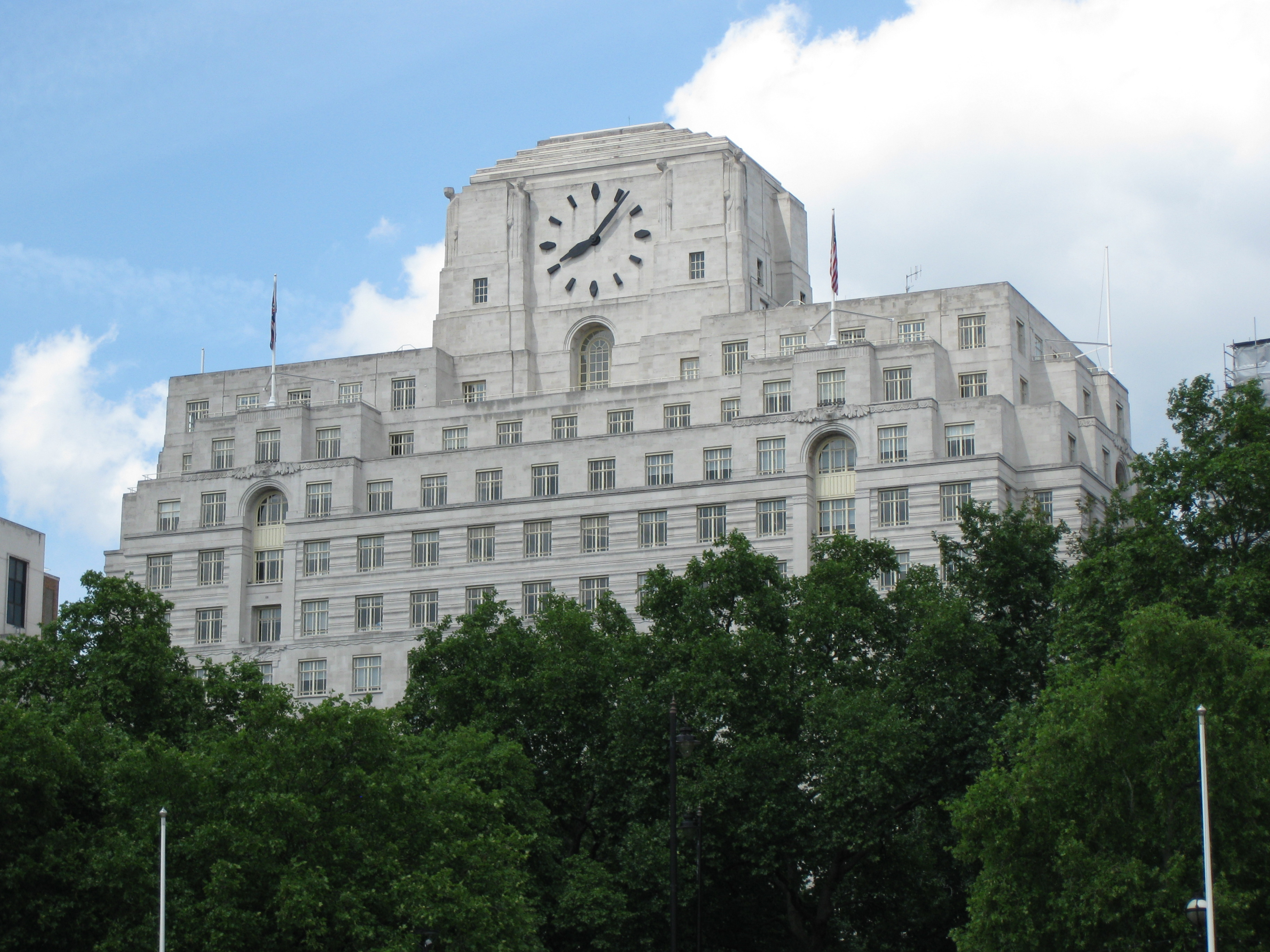
مقر شركة بيرسون

### الجيل الرابع والجيل الخامس
تُوفي توماس نورتون في 29 أغسطس عام 1842، تاركًا ورائه ابنيه توماس (1804-1879) ووليام (1813-1877)؛ لإدارة الأعمال التجارية في دار نشر «البجعة السوداء» و «السفينة». كان أول نجاح لهما هو نشر القصائد السردية للمؤرخ البريطاني توماس ماكولاي "Lays of Ancient Rome". تلى ذلك نشر أول مجلدين من كتابه «تاريخ إنجلترا»، الذي بيعت منه حوالي 40 ألف نسخة في غضون سنوات.
اشتهر الأخوان بقريحة أدبية، إذ قام توماس لونجمان بتنقيح نُسخة مُصورة جيدة من العهد الجديد؛ وألف وليام لونجمان العديد من الكتب المهمة، من بينها «تاريخ الثلاث كاتدرائيات»، الذي أهداه إلى القديس بول عام 1869؛ كما ألف وليام كتابا يتحدث عن حياة وفترة ولاية إدوارد الثالث ملك إنجلترا، الذي حكم إنجلترا من 1327 وحتى وفاته 1377.
وفي عام 1863، تولت شركة لونجمان الأعمال التجارية لجون وليام باركر بما في ذلك جريدة «فرايزر»، وكذلك تولت نشر أعمال الفيلسوف الإنجليزي جون ستيوارت مل، والروائي الإنجليزي جيمس أنطوني فروود. ولكن في عام 1890، تولت شركة لونجمان مهمة نشر جميع مطبوعات شركة ريفينجستون ذات التاريخ العريق، التي كان يملكها الناشر البريطاني «تشالرز ريفينجستون»، وذلك عقب اندماجهما. وفي هذه الأثناء تولى إدارة الشركة من عائلة لونجمان، توماس نورتون لونجمان –أحد أبناء توماس لونجمان، وتغير اسم الشركة فيما بعد ليصبح (Longmans, Green & Co.).

## ما بعد عام 1900
في ديسمبر 1940، دُمرت مقرات دار النشر بشارع باترنوسترو جراء الغارة التي شنتها القوات الألمانية على بعض المدن البريطانية إبان الحرب العالمية الثانية، بالإضافة إلى كل ما يوجد بهذه المقرات من بضائع وموجُودات. تعافت شركة لونجمان من هذه الأزمة، وبحلول عام 1948، أصبحت الشركة واحدة من الشركات العامة. في عام 1968، تولت شركة بيرسون العالمية، الناشرة للصحيفة البريطانية فاينانشال تايمز والمالكة لمجموعة بينجوين للنشر، زمام الأمور لشركة لونجمان. وفي عام 1972، تُوفي مارك لونجمان –أخر مدير للشركة من عائلة لونجمان.
استمر وجود شركة لونجمان كدمغة لشركة النشر بيرسون، تحت مسمى بيرسون لونجمان. تخصصت شركة لونجمان في النشر باللغة الإنجليزية، بما في ذلك اللغة الإنجليزية كلغة ثانية، واللغة الإنجليزية كلغة أجنبية، والتاريخ، والاقتصاد، والفلسفة، والعلوم السياسية، والدين.
وفي الوقت الحاضر، تُستخدم مطبوعات شركة بيرسون لتدريس اللغة الإنجليزية للأعمال، شعار لونجمان بشكل أساسي. كذلك، فإن كل من مدارس لونجمان بالصين، وقاموس لونجمان هما الوحيدين الذين يستخدمون علامة لونجمان التجارية. وللعلم، فإن جميع الكتب المدرسية والمنتجات الأخرى تستخدم العلامة التجارية لشركة بيرسون.

## دمغات شركة لونجمان
- 1724 T. Longman
- 1725 J. Osborn and T. Longman
- 1734 T. Longman
- 1745 T. Longman and T. Shewell
- 1747 T. Longman
- 1753 T. and T. Longman
- 1755 M. and T. Longman
- 1755 T. Longman
- 1793 T.N. Longman. Also T. Longman
- 1797 Messrs. Longman and Rees
- 1799 T.N. Longman and O. Rees
- 1800 Longman and Rees
- 1804 Longman, Hurst, Rees and Orme
- 1811 Longman, Hurst, Rees, Orme and Brown
- 1823 Longman, Hurst, Rees, Orme, Brown and Green
- 1825 Longman, Rees, Orme, Brown and Green
- 1832 Longman, Rees, Orme, Brown, Green and Longmans
- 1838 Longman, Orme, Brown, Green and Longmans
- 1840 Longman, Orme & Co.
- 1841 Longman, Brown & Co.
- 1842 Longman, Brown, Green and Longmans
- 1856 Longman, Brown, Green, Longmans and Roberts
- 1859 Longman, Green, Longman and Roberts
- 1862 Longman, Green, Longman, Roberts and Green
- 1865 Longmans, Green, Reader and Dyer
- 1880 Longmans, Green & Co.
- 1926 Longmans, Green & Co. (Ltd.)
- 1959 Longmans
- 1969 Longman [2]

## وصلات خارجية
- Longman USA
- Longman UK
- Longman Online Dictionary
- International Publisher's organisation
- Pearson plc Official website

‌